# Xã Condit, Quận Champaign, Illinois
Xã Condit (tiếng Anh: Condit Township) là một xã thuộc quận Champaign, tiểu bang Illinois, Hoa Kỳ. Năm 2010, dân số của xã này là 500 người.